# Macondismo
Der Begriff Macondismo (engl. Macondoism) ist eine abwertende Bezeichnung für eine literarische Strömung Lateinamerikas, die von etwa 1940 bis 1990 verbreitet war. Sie ist benannt nach dem fiktiven nostalgisch-zeitlosen Ort Macondo, in dem Gabriel García Márquez seinen Roman Hundert Jahre Einsamkeit angesiedelt hat, und kann weitgehend mit dem Magischen Realismus gleichgesetzt werden. Gelegentlich rechnen Kritiker auch Arbeiten der argentinischen Phantastik in der Nachfolge Borges’ wie die von Federico Andahazi sowie des späten Costumbrismo zum Macondismo.

## Stoßrichtung des Begriffs
Der Begriff Macondismo wurde von dem chilenischen Mitte-Links-Politiker, Kulturkritiker und Essayisten José Joaquín Brunner (* 1944) in kritischer Absicht geprägt. Er bezeichnet Macondo als die „finale aristokratische Geste eines halbentwickelten Kontinents, der gezwungen ist, sich als modern zu erkennen“ („the final aristocratic gesture of a semideveloped continent that finally is obliged to recognize itself in Modernity“).
Kritiker wie Brunner werfen den Vertretern des Magischen Realismus vor, dass sie durch die Konstruktion und Idealisierung eines ländlich-ätherischen mestizischen Milieus (die sog. macondización, „Macondisierung“) mit seinen engelhaften Frauengestalten unfreiwillig eine reduzierte Sicht auf die Kultur Lateinamerikas förderten und von der kolonialen Vergangenheit des Subkontinents, die bis in die Gegenwart hineinwirke, ablenkten. Eine jüngere Generation von Literaten (die Macondistas) wie Isabel Allende und Laura Esquivel habe die Macondisierung angesichts der starken Nachfrage Europas und der USA nach dieser Art von idealisierender Literatur mit kommerziellen Interessen weiter betrieben. Schließlich wurde der Macondismo in Literaturworkshops gelehrt, so seit 1995 von Sandra Cisneros (* 1954), einer mexikanisch-amerikanischen Autorin.

## Anti-Macondismo, Desmacondización („Entmacondisierung“)
Ein früher Kritiker des Magischen Realismus war der Kolumbianer Andrés Caicedo (1951–1976). Massivere Kritik am Exotismus des Macondismo und seiner kommerziellen Ausbeutung regte sich zuerst in den 1990er Jahren in Chile bei den Vertretern der Gruppe McOndo (eine Verstümmelungsform von Macondo und McDonald’s, zugleich Name einer 1996 veröffentlichten Anthologie) um Alberto Fuguet (* 1964) und Sergio Gómez (* 1962) sowie in Mexiko bei den Autoren der Gruppe der sog. Generación Crack um Eloy Urroz (* 1967), aber auch in Bolivien (durch Edmundo Paz Soldán), Kolumbien (durch Juan Gabriel Vásquez), Kuba (durch Reinaldo Arenas) und Guatemala. Die Autoren der Generation Crack kritisieren den Macondismo auch als „magischen Neoliberalismus“ oder „postmodernen Costumbrismus“.
Der guatemaltekische Romanautor Mario Roberto Morales (1947–2021), ein ehemaliger Aktivist der Studentenbewegung, hinterfragt das von Miguel Angel Asturias gezeichnete Bild Guatemalas und fordert eine Abkehr vom Macondismo (desmacondización), der mit dem Bild einer harmonischen Hybridkultur das gute Gewissen der ehemaligen Kolonialherren fördere und der vielschichtigen Realität Lateinamerikas nicht gerecht werde. Statt einer postkolonialen Gesellschaft findet er ein ethnisch gespaltenes Land vor, das hilflos den ideologischen und Güterströmen der Globalisierung ausgeliefert ist.
Die kolumbianisch-amerikanische Übersetzerin Erna von der Walde bezeichnete den in den Metropolen gefeierten Macondismo als ein Element eines hegemonialen Diskurses, das als Ausdruck einer authentischen Drittweltidentität ausgegeben wurde.
Michael Rössner konstatiert, dass die literarische Konstruktion einer einheitlichen friedlichen mestizischen Identität und das damit einhergehende politische Engagement fehlgeschlagen seien. Auch er schließt an die Theorie des Postkolonialismus an, wenn er die „erzählerische Urkraft“ Lateinamerikas als „Konsumgut für das Zentrum“ bezeichnet, das hier vermarktet wird.
Emil Volek von der Arizona State University wirft dem Macondismo vor, eine postmoderne Realität Lateinamerikas zu suggerieren, die säkularen Konstruktionsfehler der lateinamerikanischen Gesellschaften zu übersehen und damit die Notwendigkeit des Kampfes für und die Problematik der Modernisierung zu überspringen. Leider habe der Macondismo einen Erben gefunden: den U.S. Latin Americanism, einen von US-amerikanischen Intellektuellen gepflegten Macondismo mit U.S. touches, der nostalgische Erinnerungsarbeit betreibe.

## Post-Macondismo
Im Post-Macondismo gewannen massenmediale Einflüsse und populäre Genres an Bedeutung, vor allem der Kriminalroman. An die Stelle der großen Erzählungen traten intimere, privatere, kulturunspezifische Geschichten; sie spielen meist in der Großstadt, werden aber oft nicht mehr topographisch und gesellschaftlich präzise verortet.